# The Haçienda

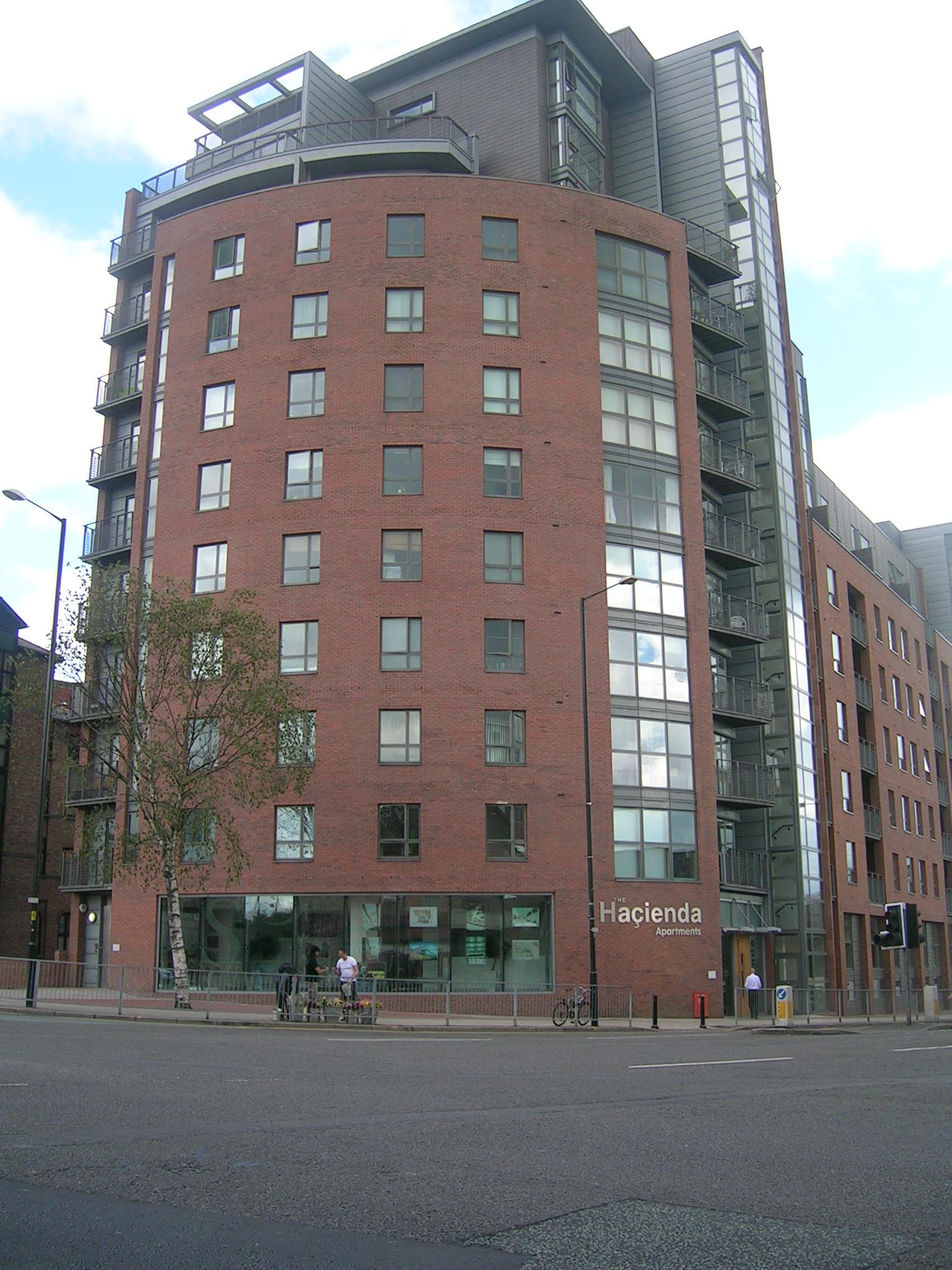
Het Haçienda-appartementencomplex op de plaats waar vroeger de nachtclub stond

The Haçienda, ook bekend als FAC51 Haçienda, was een nachtclub in het centrum van Manchester (Engeland) die een belangrijke rol speelde in de ontwikkeling van house, vooral acid house. De film 24 Hour Party People uit 2002 vertelt onder meer het verhaal van de opkomst en ondergang van de Haçienda.

## Geschiedenis
De club werd opgericht in 1982 door Rob Gretton en werd beheerd door Factory Records. De leden van de band New Order leidden de club samen met Tony Wilson.
De Haçienda kende een turbulente geschiedenis. De nachtclub werd gefinancierd met de opbrengsten van de platen van New Order, maar er waren voortdurend financiële problemen, vooral omdat men vaak onnodig veel geld uitgaf aan design. De productie van de lidkaarten (ontworpen door Peter Saville) was bijvoorbeeld veel te duur, en dat gold ook voor de inrichting van de club.
Ondanks deze problemen ontwikkelde de Haçienda zich tot een club die vaak baanbrekend en trendsettend was. Het was bijvoorbeeld de eerste club buiten de Verenigde Staten die in 1986 al house muziek draaide. Vanaf 1988 zette de club de toon in de ontwikkeling van de acid house. In die (korte) periode was de nachtclub zeer populair en draaide met winst.
Door problemen met onder meer drugdealers en financieel wanbeleid ging het vanaf dan terug bergafwaarts. De club sloot zijn deuren in 1997, werd afgebroken en maakte plaats voor appartementsgebouwen.